# R.J.アルバレス
ロイ・エミリオ・アルバレス（Roy Emilio Alvarez, 1991年6月8日 - ）は、アメリカ合衆国・フロリダ州パームビーチ郡ウェストパームビーチ出身のプロ野球選手（投手）。右投右打。現在は、MLBのミルウォーキー・ブルワーズ所属。

## 経歴

### プロ入りとエンゼルス傘下時代
2012年のMLBドラフト3巡目（全体114位）でロサンゼルス・エンゼルス・オブ・アナハイムから指名され、6月8日に契約。この年は傘下のA級シーダーラピッズ・カーネルズでプロデビューし、23試合に登板して3勝2敗・防御率3.29だった。
2013年はA+級インランド・エンパイア・シックスティシクサーズで37試合に登板し、4勝2敗4セーブ・防御率2.96だった。
2014年はAA級アーカンソー・トラベラーズで21試合に登板し、0勝0敗1セーブ・防御率0.33だった。

### パドレス時代
2014年7月19日にヒューストン・ストリート、トレバー・ゴットとのトレードで、テイラー・リンジー、ホセ・ロンドン、エリオット・モリスと共にサンディエゴ・パドレスへ移籍した。移籍後はAA級サンアントニオ・ミッションズで17試合に登板し、0勝1敗6セーブ・防御率2.76だった。9月2日にパドレスとメジャー契約を結び、9月3日のアリゾナ・ダイヤモンドバックス戦でメジャーデビュー。4点ビハインドの9回表から登板したが、1死満塁のピンチを招き、クリス・オーウィングスに犠飛を打たれため、1回を投げきれないまま降板した。その後の試合では全て無失点に抑え、この年は10試合の登板で、防御率1.13だった。

### アスレチックス時代

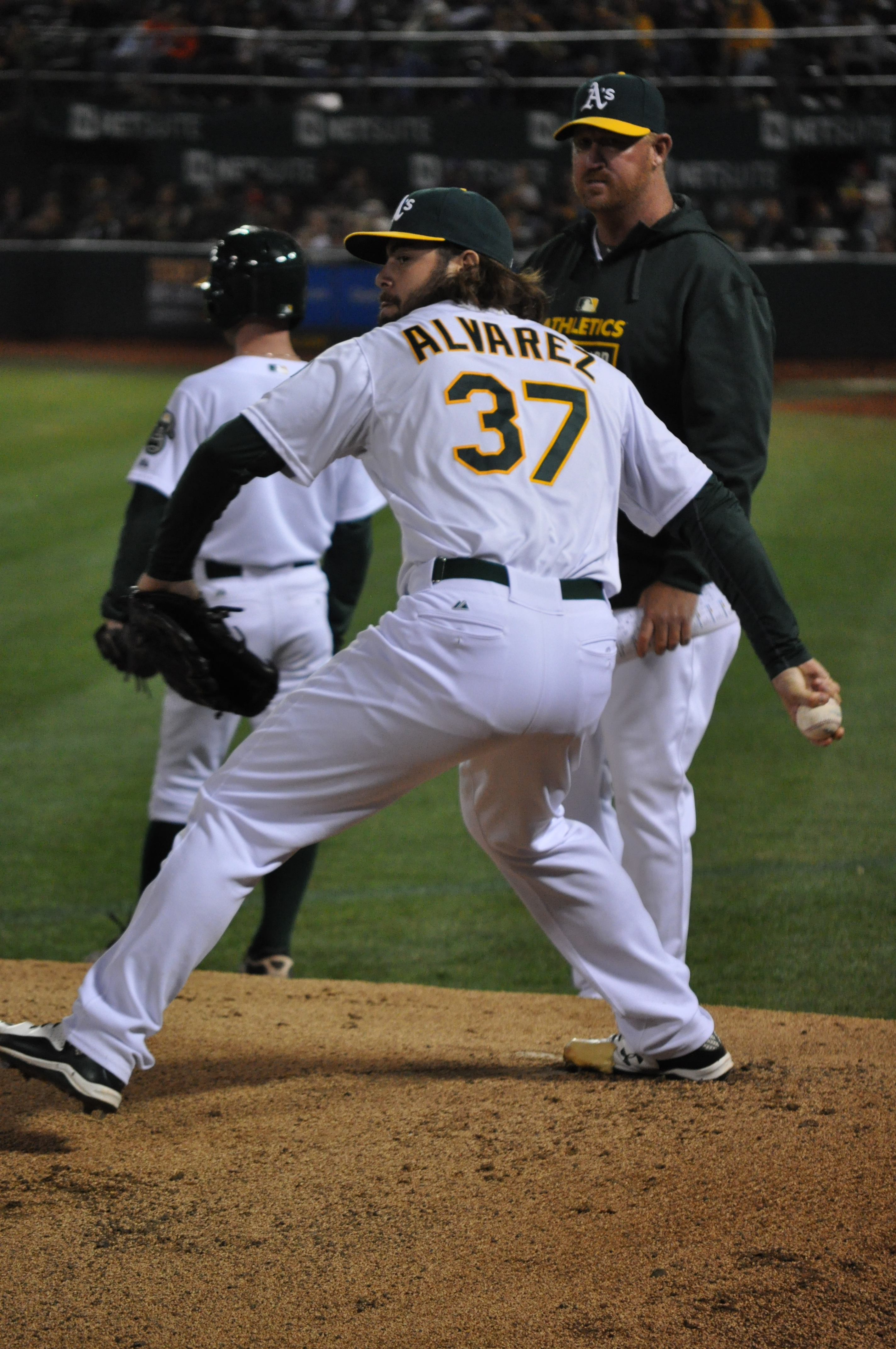
オークランド・アスレチックス時代
(2015年9月22日)

2014年12月18日にデレク・ノリス、セス・ストライクとのトレードで、ジェシー・ハンと共にオークランド・アスレチックスへ移籍した。
2015年は、前年比で倍増以上となる21試合・20.0イニングで投げたが、ホームランを7本も打たれて23失点を喫し、防御率9.90と大炎上してシーズンを終えた。

### カブス傘下時代
2016年6月11日にウェーバーでシカゴ・カブスへ移籍した。移籍後は傘下のAA級テネシー・スモーキーズでプレーしていたが、9月6日にDFAとなった。

### レンジャーズ傘下時代

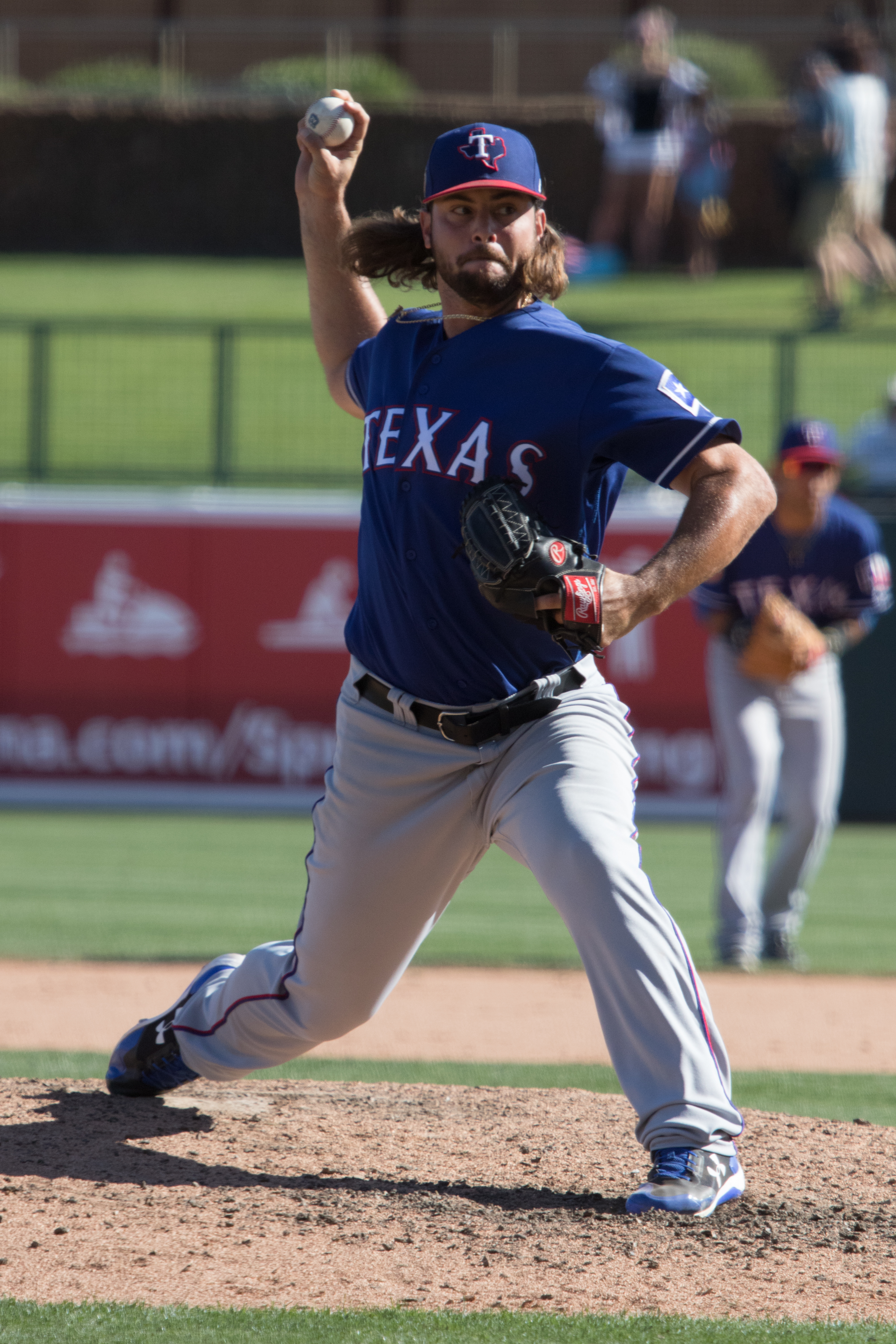
テキサス・レンジャーズ時代
(2017年3月12日)

2016年9月10日にはウェーバーでテキサス・レンジャーズへ移籍したが、12日に40人枠外となった。
2018年11月2日にFAとなった。

### マーリンズ傘下時代
2018年11月26日にマイアミ・マーリンズとマイナー契約を結び、招待選手としてスプリングトレーニングに参加することが決まった。
2019年は開幕をニューオーリンズ・ベビーケークスで迎えた。シーズン後、FAとなった。

### レッドソックス傘下時代
2019年12月20日にボストン・レッドソックスとマイナー契約を結び、招待選手としてスプリングトレーニングに参加することが決まった。
2020年8月26日にチームで登板することなく放出された。

### ブルワーズ傘下時代
2021年4月4日にミルウォーキー・ブルワーズとマイナー契約を結んだ。

## 詳細情報

### 年度別投手成績
| 年 度    | 球 団    | 登 板 | 先 発 | 完 投 | 完 封 | 無 四 球 | 勝 利 | 敗 戦 | セ 丨 ブ | ホ 丨 ル ド | 勝 率 | 打 者 | 投 球 回 | 被 安 打 | 被 本 塁 打 | 与 四 球 | 敬 遠 | 与 死 球 | 奪 三 振 | 暴 投 | ボ 丨 ク | 失 点 | 自 責 点 | 防 御 率 | W H I P |
| -------- | -------- | ----- | ----- | ----- | ----- | -------- | ----- | ----- | -------- | ----------- | ----- | ----- | -------- | -------- | ----------- | -------- | ----- | -------- | -------- | ----- | -------- | ----- | -------- | -------- | ------- |
| 2014     | SD       | 10    | 0     | 0     | 0     | 0        | 0     | 0     | 0        | 1           | ----  | 33    | 8.0      | 3        | 0           | 5        | 1     | 1        | 9        | 1     | 0        | 1     | 1        | 1.13     | 1.00    |
| 2015     | OAK      | 21    | 0     | 0     | 0     | 0        | 0     | 0     | 0        | 0           | ----  | 100   | 20.0     | 27       | 7           | 13       | 1     | 0        | 23       | 5     | 0        | 23    | 22       | 9.90     | 2.00    |
| MLB：2年 | MLB：2年 | 31    | 0     | 0     | 0     | 0        | 0     | 0     | 0        | 1           | ----  | 133   | 28.0     | 30       | 7           | 18       | 2     | 1        | 32       | 6     | 0        | 24    | 23       | 7.39     | 1.71    |

- 2020年度シーズン終了時

### 年度別守備成績
| 年 度 | 球 団 | 投手（P） | 投手（P） | 投手（P） | 投手（P） | 投手（P） | 投手（P） |
| 年 度 | 球 団 | 試 合     | 刺 殺     | 補 殺     | 失 策     | 併 殺     | 守 備 率  |
| ----- | ----- | --------- | --------- | --------- | --------- | --------- | --------- |
| 2014  | SD    | 10        | 0         | 2         | 0         | 0         | 1.000     |
| 2015  | OAK   | 21        | 2         | 1         | 0         | 0         | 1.000     |
| MLB   | MLB   | 31        | 2         | 3         | 0         | 0         | 1.000     |

- 2020年度シーズン終了時

### 背番号
- 61 (2014年)
- 37 (2015年)